# Lista över fornlämningar i Västerviks kommun (Törnsfall)
Lista över fornlämningar i Västerviks kommun (Törnsfall) är en förteckning av ett urval av de fornlämningar som finns i Törnsfall i Västerviks kommun.
| Namn                              | Lämningstyp             | Tillkomsttid | Historisk indelning | Plats | Läge                 | ID-nr          | Bild                                 |
| --------------------------------- | ----------------------- | ------------ | ------------------- | ----- | -------------------- | -------------- | ------------------------------------ |
| Törnsfall 4:1                     | Röse                    |              | Törnsfall, Småland  |       | 57.819569, 16.441746 | 10087500040001 | Ladda upp en bild av detta fornminne |
| Törnsfall 4:2                     | Röse                    |              | Törnsfall, Småland  |       | 57.819317, 16.441568 | 10087500040002 | Ladda upp en bild av detta fornminne |
| Törnsfall 4:3                     | Stensättning            |              | Törnsfall, Småland  |       | 57.819316, 16.441377 | 10087500040003 | Ladda upp en bild av detta fornminne |
| Törnsfall 4:4                     | Stensättning            |              | Törnsfall, Småland  |       | 57.819288, 16.441266 | 10087500040004 | Ladda upp en bild av detta fornminne |
| Törnsfall 5:1                     | Gravfält                |              | Törnsfall, Småland  |       | 57.818846, 16.441036 | 10087500050001 | Ladda upp en bild av detta fornminne |
| Törnsfall 6:1                     | Gravfält                |              | Törnsfall, Småland  |       | 57.818135, 16.441041 | 10087500060001 | Ladda upp en bild av detta fornminne |
| Törnsfall 6:2                     | Hällristning            |              | Törnsfall, Småland  |       | 57.817838, 16.441509 | 10087500060002 | Ladda upp en bild av detta fornminne |
| Törnsfall 9:1                     | Röse                    |              | Törnsfall, Småland  |       | 57.800653, 16.492004 | 10087500090001 | Ladda upp en bild av detta fornminne |
| Törnsfall 11:1                    | Röse                    |              | Törnsfall, Småland  |       | 57.815869, 16.415113 | 10087500110001 | Ladda upp en bild av detta fornminne |
| Törnsfall 11:2                    | Stensättning            |              | Törnsfall, Småland  |       | 57.815872, 16.415358 | 10087500110002 | Ladda upp en bild av detta fornminne |
| Törnsfall 11:5                    | Stensättning            |              | Törnsfall, Småland  |       | 57.815684, 16.415251 | 10087500110005 | Ladda upp en bild av detta fornminne |
| Törnsfall 12:1                    | Röse                    |              | Törnsfall, Småland  |       | 57.817640, 16.415418 | 10087500120001 | Ladda upp en bild av detta fornminne |
| Törnsfall 13:1                    | Stensättning            |              | Törnsfall, Småland  |       | 57.816799, 16.418556 | 10087500130001 | Ladda upp en bild av detta fornminne |
| Törnsfall 14:1                    | Stensättning            |              | Törnsfall, Småland  |       | 57.814745, 16.409913 | 10087500140001 | Ladda upp en bild av detta fornminne |
| Törnsfall 14:2                    | Stensättning            |              | Törnsfall, Småland  |       | 57.814647, 16.409925 | 10087500140002 | Ladda upp en bild av detta fornminne |
| Törnsfall 15:1                    | Stensättning            |              | Törnsfall, Småland  |       | 57.816059, 16.406459 | 10087500150001 | Ladda upp en bild av detta fornminne |
| Törnsfall 17:1                    | Stensättning            |              | Törnsfall, Småland  |       | 57.815687, 16.408534 | 10087500170001 | Ladda upp en bild av detta fornminne |
| Törnsfall 18:1                    | Grav- och boplatsområde |              | Törnsfall, Småland  |       | 57.815973, 16.407771 | 10087500180001 | Ladda upp en bild av detta fornminne |
| Törnsfall 19:1                    | Röse                    |              | Törnsfall, Småland  |       | 57.816451, 16.407628 | 10087500190001 | Ladda upp en bild av detta fornminne |
| Törnsfall 19:2                    | Stensättning            |              | Törnsfall, Småland  |       | 57.816655, 16.408007 | 10087500190002 | Ladda upp en bild av detta fornminne |
| Törnsfall 19:3                    | Stensättning            |              | Törnsfall, Småland  |       | 57.816574, 16.408110 | 10087500190003 | Ladda upp en bild av detta fornminne |
| Törnsfall 19:4                    | Röse                    |              | Törnsfall, Småland  |       | 57.816583, 16.408579 | 10087500190004 | Ladda upp en bild av detta fornminne |
| Törnsfall 19:5                    | Stensättning            |              | Törnsfall, Småland  |       | 57.816892, 16.408365 | 10087500190005 | Ladda upp en bild av detta fornminne |
| Törnsfall 22:1                    | Stensättning            |              | Törnsfall, Småland  |       | 57.815050, 16.402586 | 10087500220001 | Ladda upp en bild av detta fornminne |
| Törnsfall 23:1                    | Röse                    |              | Törnsfall, Småland  |       | 57.820029, 16.413679 | 10087500230001 | Ladda upp en bild av detta fornminne |
| Törnsfall 23:2                    | Röse                    |              | Törnsfall, Småland  |       | 57.819659, 16.413587 | 10087500230002 | Ladda upp en bild av detta fornminne |
| Törnsfall 23:3                    | Röse                    |              | Törnsfall, Småland  |       | 57.819540, 16.413746 | 10087500230003 | Ladda upp en bild av detta fornminne |
| Törnsfall 23:4                    | Röse                    |              | Törnsfall, Småland  |       | 57.819765, 16.414632 | 10087500230004 | Ladda upp en bild av detta fornminne |
| Törnsfall 26:1                    | Röse                    |              | Törnsfall, Småland  |       | 57.820012, 16.412508 | 10087500260001 | Ladda upp en bild av detta fornminne |
| Törnsfall 26:2                    | Stensättning            |              | Törnsfall, Småland  |       | 57.819994, 16.412116 | 10087500260002 | Ladda upp en bild av detta fornminne |
| Törnsfall 26:3                    | Stensättning            |              | Törnsfall, Småland  |       | 57.820007, 16.411824 | 10087500260003 | Ladda upp en bild av detta fornminne |
| Törnsfall 27:1                    | Röse                    |              | Törnsfall, Småland  |       | 57.819018, 16.419565 | 10087500270001 | Ladda upp en bild av detta fornminne |
| Törnsfall 27:2                    | Stensättning            |              | Törnsfall, Småland  |       | 57.818958, 16.419823 | 10087500270002 | Ladda upp en bild av detta fornminne |
| Törnsfall 28:1                    | Röse                    |              | Törnsfall, Småland  |       | 57.820281, 16.418901 | 10087500280001 | Ladda upp en bild av detta fornminne |
| Törnsfall 28:2                    | Stensättning            |              | Törnsfall, Småland  |       | 57.820123, 16.418909 | 10087500280002 | Ladda upp en bild av detta fornminne |
| Törnsfall 28:2(1)                 | Stensättning            |              | Törnsfall, Småland  |       | koordinater saknas   | 11108000003573 | Ladda upp en bild av detta fornminne |
| Törnsfall 29:1                    | Stensättning            |              | Törnsfall, Småland  |       | 57.823053, 16.415635 | 10087500290001 | Ladda upp en bild av detta fornminne |
| Törnsfall 30:1                    | Röse                    |              | Törnsfall, Småland  |       | 57.830027, 16.420271 | 10087500300001 | Ladda upp en bild av detta fornminne |
| Törnsfall 31:1                    | Gravfält                |              | Törnsfall, Småland  |       | 57.795059, 16.474591 | 10087500310001 | Ladda upp en bild av detta fornminne |
| Törnsfall 32:1                    | Röse                    |              | Törnsfall, Småland  |       | 57.841928, 16.424372 | 10087500320001 | Ladda upp en bild av detta fornminne |
| Törnsfall 34:1                    | Gravfält                |              | Törnsfall, Småland  |       | 57.819370, 16.465628 | 10087500340001 | Ladda upp en bild av detta fornminne |
| Törnsfall 36:1                    | Röse                    |              | Törnsfall, Småland  |       | 57.808355, 16.424479 | 10087500360001 | Ladda upp en bild av detta fornminne |
| Törnsfall 36:2                    | Stensättning            |              | Törnsfall, Småland  |       | 57.808246, 16.424396 | 10087500360002 | Ladda upp en bild av detta fornminne |
| Törnsfall 36:3                    | Stensättning            |              | Törnsfall, Småland  |       | 57.808248, 16.424628 | 10087500360003 | Ladda upp en bild av detta fornminne |
| Törnsfall 38:1                    | Stensättning            |              | Törnsfall, Småland  |       | 57.807123, 16.421060 | 10087500380001 | Ladda upp en bild av detta fornminne |
| Törnsfall 38:2                    | Röse                    |              | Törnsfall, Småland  |       | 57.806892, 16.420770 | 10087500380002 | Ladda upp en bild av detta fornminne |
| Törnsfall 38:3                    | Stensättning            |              | Törnsfall, Småland  |       | 57.806664, 16.420681 | 10087500380003 | Ladda upp en bild av detta fornminne |
| "Trollarebergen" (Törnsfall 43:1) | Gravfält                |              | Törnsfall, Småland  |       | 57.786758, 16.412571 | 10087500430001 | Ladda upp en bild av detta fornminne |
| Törnsfall 44:1                    | Stensättning            |              | Törnsfall, Småland  |       | 57.788701, 16.393218 | 10087500440001 | Ladda upp en bild av detta fornminne |
| Törnsfall 44:2                    | Röse                    |              | Törnsfall, Småland  |       | 57.788279, 16.393111 | 10087500440002 | Ladda upp en bild av detta fornminne |
| Törnsfall 44:3                    | Stensättning            |              | Törnsfall, Småland  |       | 57.788195, 16.393292 | 10087500440003 | Ladda upp en bild av detta fornminne |
| Törnsfall 44:4                    | Stensättning            |              | Törnsfall, Småland  |       | 57.788887, 16.393172 | 10087500440004 | Ladda upp en bild av detta fornminne |
| Törnsfall 46:1                    | Röse                    |              | Törnsfall, Småland  |       | 57.785670, 16.400019 | 10087500460001 | Ladda upp en bild av detta fornminne |
| Törnsfall 48:1                    | Stensättning            |              | Törnsfall, Småland  |       | 57.781487, 16.395360 | 10087500480001 | Ladda upp en bild av detta fornminne |
| Törnsfall 48:2                    | Stensättning            |              | Törnsfall, Småland  |       | 57.781191, 16.395549 | 10087500480002 | Ladda upp en bild av detta fornminne |
| Törnsfall 49:1                    | Stensättning            |              | Törnsfall, Småland  |       | 57.782951, 16.396389 | 10087500490001 | Ladda upp en bild av detta fornminne |
| Törnsfall 49:2                    | Röse                    |              | Törnsfall, Småland  |       | 57.783257, 16.395981 | 10087500490002 | Ladda upp en bild av detta fornminne |
| Törnsfall 49:3                    | Stensättning            |              | Törnsfall, Småland  |       | 57.783293, 16.396305 | 10087500490003 | Ladda upp en bild av detta fornminne |
| Törnsfall 51:1                    | Stensättning            |              | Törnsfall, Småland  |       | 57.784407, 16.395610 | 10087500510001 | Ladda upp en bild av detta fornminne |
| Törnsfall 53:1                    | Röse                    |              | Törnsfall, Småland  |       | 57.782334, 16.384164 | 10087500530001 | Ladda upp en bild av detta fornminne |
| Törnsfall 53:2                    | Röse                    |              | Törnsfall, Småland  |       | 57.782544, 16.384936 | 10087500530002 | Ladda upp en bild av detta fornminne |
| Törnsfall 55:1                    | Stensättning            |              | Törnsfall, Småland  |       | 57.780770, 16.380571 | 10087500550001 | Ladda upp en bild av detta fornminne |
| Törnsfall 55:2                    | Stensättning            |              | Törnsfall, Småland  |       | 57.780761, 16.380715 | 10087500550002 | Ladda upp en bild av detta fornminne |
| Törnsfall 56:1                    | Stensättning            |              | Törnsfall, Småland  |       | 57.780203, 16.395463 | 10087500560001 | Ladda upp en bild av detta fornminne |
| Törnsfall 58:1                    | Stensättning            |              | Törnsfall, Småland  |       | 57.761935, 16.424504 | 10087500580001 | Ladda upp en bild av detta fornminne |
| Törnsfall 59:1                    | Stensättning            |              | Törnsfall, Småland  |       | 57.764173, 16.441266 | 10087500590001 | Ladda upp en bild av detta fornminne |
| Törnsfall 60:1                    | Stensättning            |              | Törnsfall, Småland  |       | 57.764713, 16.440346 | 10087500600001 | Ladda upp en bild av detta fornminne |
| Törnsfall 61:1                    | Fornborg                |              | Törnsfall, Småland  |       | 57.794333, 16.427630 | 10087500610001 | Ladda upp en bild av detta fornminne |
| Törnsfall 62:1                    | Stensättning            |              | Törnsfall, Småland  |       | 57.791911, 16.443670 | 10087500620001 | Ladda upp en bild av detta fornminne |
| Törnsfall 63:1                    | Stensättning            |              | Törnsfall, Småland  |       | 57.791690, 16.448447 | 10087500630001 | Ladda upp en bild av detta fornminne |
| Törnsfall 64:1                    | Gravfält                |              | Törnsfall, Småland  |       | 57.789560, 16.445667 | 10087500640001 | Ladda upp en bild av detta fornminne |
| Törnsfall 65:1                    | Stensättning            |              | Törnsfall, Småland  |       | 57.788843, 16.451012 | 10087500650001 | Ladda upp en bild av detta fornminne |
| Törnsfall 65:2                    | Stensättning            |              | Törnsfall, Småland  |       | 57.788734, 16.450939 | 10087500650002 | Ladda upp en bild av detta fornminne |
| Törnsfall 66:1                    | Stensättning            |              | Törnsfall, Småland  |       | 57.787900, 16.450747 | 10087500660001 | Ladda upp en bild av detta fornminne |
| Törnsfall 67:1                    | Röse                    |              | Törnsfall, Småland  |       | 57.788242, 16.453314 | 10087500670001 | Ladda upp en bild av detta fornminne |
| Törnsfall 67:2                    | Stensättning            |              | Törnsfall, Småland  |       | 57.788174, 16.453068 | 10087500670002 | Ladda upp en bild av detta fornminne |
| Törnsfall 67:3                    | Stensättning            |              | Törnsfall, Småland  |       | 57.788086, 16.453358 | 10087500670003 | Ladda upp en bild av detta fornminne |
| Törnsfall 68:1                    | Röse                    |              | Törnsfall, Småland  |       | 57.788058, 16.454678 | 10087500680001 | Ladda upp en bild av detta fornminne |
| Törnsfall 69:1                    | Röse                    |              | Törnsfall, Småland  |       | 57.787457, 16.456416 | 10087500690001 | Ladda upp en bild av detta fornminne |
| Törnsfall 69:2                    | Stensättning            |              | Törnsfall, Småland  |       | 57.787513, 16.456125 | 10087500690002 | Ladda upp en bild av detta fornminne |
| Törnsfall 69:3                    | Stensättning            |              | Törnsfall, Småland  |       | 57.787596, 16.456005 | 10087500690003 | Ladda upp en bild av detta fornminne |
| Törnsfall 69:4                    | Stensättning            |              | Törnsfall, Småland  |       | 57.787620, 16.456177 | 10087500690004 | Ladda upp en bild av detta fornminne |
| Törnsfall 70:1                    | Stensättning            |              | Törnsfall, Småland  |       | 57.784965, 16.457100 | 10087500700001 | Ladda upp en bild av detta fornminne |
| Törnsfall 70:2                    | Stensättning            |              | Törnsfall, Småland  |       | 57.784842, 16.457248 | 10087500700002 | Ladda upp en bild av detta fornminne |
| Törnsfall 71:1                    | Stensättning            |              | Törnsfall, Småland  |       | 57.839748, 16.454280 | 10087500710001 | Ladda upp en bild av detta fornminne |
| Borgareberget (Törnsfall 72:1)    | Fornborg                |              | Törnsfall, Småland  |       | 57.816537, 16.432591 | 10087500720001 | Ladda upp en bild av detta fornminne |
| Törnsfall 73:1                    | Stensättning            |              | Törnsfall, Småland  |       | 57.800814, 16.494188 | 10087500730001 | Ladda upp en bild av detta fornminne |
| Törnsfall 74:1                    | Röse                    |              | Törnsfall, Småland  |       | 57.800061, 16.494224 | 10087500740001 | Ladda upp en bild av detta fornminne |
| Törnsfall 74:2                    | Stensättning            |              | Törnsfall, Småland  |       | 57.800199, 16.494202 | 10087500740002 | Ladda upp en bild av detta fornminne |
| Törnsfall 75:1                    | Röse                    |              | Törnsfall, Småland  |       | 57.806818, 16.481459 | 10087500750001 | Ladda upp en bild av detta fornminne |
| Törnsfall 76:1                    | Röse                    |              | Törnsfall, Småland  |       | 57.811097, 16.476184 | 10087500760001 | Ladda upp en bild av detta fornminne |
| Törnsfall 77:1                    | Stensättning            |              | Törnsfall, Småland  |       | 57.796832, 16.487664 | 10087500770001 | Ladda upp en bild av detta fornminne |
| Törnsfall 78:1                    | Stensättning            |              | Törnsfall, Småland  |       | 57.782022, 16.496890 | 10087500780001 | Ladda upp en bild av detta fornminne |
| Törnsfall 79:1                    | Gravfält                |              | Törnsfall, Småland  |       | 57.786026, 16.459364 | 10087500790001 | Ladda upp en bild av detta fornminne |
| Törnsfall 80:1                    | Stensättning            |              | Törnsfall, Småland  |       | 57.780241, 16.454385 | 10087500800001 | Ladda upp en bild av detta fornminne |
| Törnsfall 81:1                    | Stensättning            |              | Törnsfall, Småland  |       | 57.777486, 16.473344 | 10087500810001 | Ladda upp en bild av detta fornminne |
| Törnsfall 81:2                    | Stensättning            |              | Törnsfall, Småland  |       | 57.777572, 16.473259 | 10087500810002 | Ladda upp en bild av detta fornminne |
| Törnsfall 82:1                    | Stensättning            |              | Törnsfall, Småland  |       | 57.767558, 16.478499 | 10087500820001 | Ladda upp en bild av detta fornminne |
| Törnsfall 83:1                    | Gravfält                |              | Törnsfall, Småland  |       | 57.763984, 16.473956 | 10087500830001 | Ladda upp en bild av detta fornminne |
| Törnsfall 84:1                    | Stensättning            |              | Törnsfall, Småland  |       | 57.765108, 16.474533 | 10087500840001 | Ladda upp en bild av detta fornminne |
| Törnsfall 85:1                    | Stensättning            |              | Törnsfall, Småland  |       | 57.765905, 16.474001 | 10087500850001 | Ladda upp en bild av detta fornminne |
| Törnsfall 85:2                    | Stensättning            |              | Törnsfall, Småland  |       | 57.765859, 16.473872 | 10087500850002 | Ladda upp en bild av detta fornminne |
| Törnsfall 86:1                    | Gravfält                |              | Törnsfall, Småland  |       | 57.760786, 16.453036 | 10087500860001 | Ladda upp en bild av detta fornminne |
| Törnsfall 87:1                    | Stensättning            |              | Törnsfall, Småland  |       | 57.761236, 16.451360 | 10087500870001 | Ladda upp en bild av detta fornminne |
| Törnsfall 87:2                    | Stensättning            |              | Törnsfall, Småland  |       | 57.761372, 16.451592 | 10087500870002 | Ladda upp en bild av detta fornminne |
| Törnsfall 88:1                    | Stensättning            |              | Törnsfall, Småland  |       | 57.763650, 16.452574 | 10087500880001 | Ladda upp en bild av detta fornminne |
| Törnsfall 89:1                    | Stensättning            |              | Törnsfall, Småland  |       | 57.762561, 16.452923 | 10087500890001 | Ladda upp en bild av detta fornminne |
| Törnsfall 90:1                    | Stensättning            |              | Törnsfall, Småland  |       | 57.768077, 16.513165 | 10087500900001 | Ladda upp en bild av detta fornminne |
| Törnsfall 90:2                    | Stensättning            |              | Törnsfall, Småland  |       | 57.767948, 16.513206 | 10087500900002 | Ladda upp en bild av detta fornminne |
| Törnsfall 91:1                    | Röse                    |              | Törnsfall, Småland  |       | 57.849948, 16.460007 | 10087500910001 | Ladda upp en bild av detta fornminne |
| Törnsfall 92:1                    | Hällristning            |              | Törnsfall, Småland  |       | 57.836174, 16.476797 | 10087500920001 | Ladda upp en bild av detta fornminne |
| Törnsfall 93:1                    | Röse                    |              | Törnsfall, Småland  |       | 57.831609, 16.474299 | 10087500930001 | Ladda upp en bild av detta fornminne |
| Törnsfall 93:2                    | Hällristning            |              | Törnsfall, Småland  |       | 57.831747, 16.474231 | 10087500930002 | Ladda upp en bild av detta fornminne |
| Törnsfall 94:1                    | Röse                    |              | Törnsfall, Småland  |       | 57.766751, 16.525796 | 10087500940001 | Ladda upp en bild av detta fornminne |
| Törnsfall 95:1                    | Stensättning            |              | Törnsfall, Småland  |       | 57.760281, 16.533039 | 10087500950001 | Ladda upp en bild av detta fornminne |
| Törnsfall 96:1                    | Gravfält                |              | Törnsfall, Småland  |       | 57.755448, 16.537731 | 10087500960001 | Ladda upp en bild av detta fornminne |
| Törnsfall 97:1                    | Stensättning            |              | Törnsfall, Småland  |       | 57.754429, 16.536877 | 10087500970001 | Ladda upp en bild av detta fornminne |
| Törnsfall 99:1                    | Stensättning            |              | Törnsfall, Småland  |       | 57.830466, 16.474379 | 10087500990001 | Ladda upp en bild av detta fornminne |
| Törnsfall 100:1                   | Röse                    |              | Törnsfall, Småland  |       | 57.831018, 16.473804 | 10087501000001 | Ladda upp en bild av detta fornminne |
| Törnsfall 100:2                   | Hällristning            |              | Törnsfall, Småland  |       | 57.830839, 16.473845 | 10087501000002 | Ladda upp en bild av detta fornminne |
| Törnsfall 100:3                   | Hällristning            |              | Törnsfall, Småland  |       | 57.830787, 16.473861 | 10087501000003 | Ladda upp en bild av detta fornminne |
| Törnsfall 100:4                   | Hällristning            |              | Törnsfall, Småland  |       | 57.830807, 16.474713 | 10087501000004 | Ladda upp en bild av detta fornminne |
| Törnsfall 101:1                   | Gravfält                |              | Törnsfall, Småland  |       | 57.831856, 16.472406 | 10087501010001 | Ladda upp en bild av detta fornminne |
| Törnsfall 102:1                   | Röse                    |              | Törnsfall, Småland  |       | 57.827885, 16.476092 | 10087501020001 | Ladda upp en bild av detta fornminne |
| Törnsfall 103:1                   | Röse                    |              | Törnsfall, Småland  |       | 57.826080, 16.478647 | 10087501030001 | Ladda upp en bild av detta fornminne |
| Törnsfall 104:1                   | Röse                    |              | Törnsfall, Småland  |       | 57.824398, 16.479070 | 10087501040001 | Ladda upp en bild av detta fornminne |
| Törnsfall 105:1                   | Röse                    |              | Törnsfall, Småland  |       | 57.825688, 16.475916 | 10087501050001 | Ladda upp en bild av detta fornminne |
| Törnsfall 106:1                   | Röse                    |              | Törnsfall, Småland  |       | 57.826020, 16.475104 | 10087501060001 | Ladda upp en bild av detta fornminne |
| Törnsfall 107:1                   | Röse                    |              | Törnsfall, Småland  |       | 57.830146, 16.480198 | 10087501070001 | Ladda upp en bild av detta fornminne |
| Törnsfall 107:2                   | Röse                    |              | Törnsfall, Småland  |       | 57.830151, 16.479895 | 10087501070002 | Ladda upp en bild av detta fornminne |
| Törnsfall 107:3                   | Hällristning            |              | Törnsfall, Småland  |       | 57.830025, 16.480156 | 10087501070003 | Ladda upp en bild av detta fornminne |
| Törnsfall 107:5                   | Hällristning            |              | Törnsfall, Småland  |       | 57.830207, 16.479782 | 10087501070005 | Ladda upp en bild av detta fornminne |
| Törnsfall 108:1                   | Stensättning            |              | Törnsfall, Småland  |       | 57.831340, 16.477506 | 10087501080001 | Ladda upp en bild av detta fornminne |
| Törnsfall 109:1                   | Röse                    |              | Törnsfall, Småland  |       | 57.830998, 16.477501 | 10087501090001 | Ladda upp en bild av detta fornminne |
| Törnsfall 109:2                   | Stensättning            |              | Törnsfall, Småland  |       | 57.830839, 16.477458 | 10087501090002 | Ladda upp en bild av detta fornminne |
| Törnsfall 109:3                   | Stensättning            |              | Törnsfall, Småland  |       | 57.830895, 16.477191 | 10087501090003 | Ladda upp en bild av detta fornminne |
| Törnsfall 109:4                   | Stensättning            |              | Törnsfall, Småland  |       | 57.830960, 16.478020 | 10087501090004 | Ladda upp en bild av detta fornminne |
| Törnsfall 109:5                   | Stensättning            |              | Törnsfall, Småland  |       | 57.830886, 16.478184 | 10087501090005 | Ladda upp en bild av detta fornminne |
| Törnsfall 111:1                   | Stensättning            |              | Törnsfall, Småland  |       | 57.834076, 16.480007 | 10087501110001 | Ladda upp en bild av detta fornminne |
| Törnsfall 112:1                   | Röse                    |              | Törnsfall, Småland  |       | 57.815319, 16.507229 | 10087501120001 | Ladda upp en bild av detta fornminne |
| Törnsfall 113:1                   | Stensättning            |              | Törnsfall, Småland  |       | 57.814244, 16.507979 | 10087501130001 | Ladda upp en bild av detta fornminne |
| Törnsfall 113:2                   | Stensättning            |              | Törnsfall, Småland  |       | 57.814140, 16.508106 | 10087501130002 | Ladda upp en bild av detta fornminne |
| Törnsfall 114:1                   | Röse                    |              | Törnsfall, Småland  |       | 57.819210, 16.498279 | 10087501140001 | Ladda upp en bild av detta fornminne |
| Törnsfall 115:1                   | Röse                    |              | Törnsfall, Småland  |       | 57.818490, 16.498646 | 10087501150001 | Ladda upp en bild av detta fornminne |
| Törnsfall 117:1                   | Röse                    |              | Törnsfall, Småland  |       | 57.813828, 16.514582 | 10087501170001 | Ladda upp en bild av detta fornminne |
| Törnsfall 117:2                   | Stensättning            |              | Törnsfall, Småland  |       | 57.813582, 16.514277 | 10087501170002 | Ladda upp en bild av detta fornminne |
| Törnsfall 117:3                   | Stensättning            |              | Törnsfall, Småland  |       | 57.814182, 16.514394 | 10087501170003 | Ladda upp en bild av detta fornminne |
| Törnsfall 118:1                   | Röse                    |              | Törnsfall, Småland  |       | 57.810746, 16.514328 | 10087501180001 | Ladda upp en bild av detta fornminne |
| Törnsfall 118:2                   | Stensättning            |              | Törnsfall, Småland  |       | 57.810827, 16.514107 | 10087501180002 | Ladda upp en bild av detta fornminne |
| Törnsfall 118:3                   | Stensättning            |              | Törnsfall, Småland  |       | 57.810908, 16.514080 | 10087501180003 | Ladda upp en bild av detta fornminne |
| Törnsfall 118:4                   | Stensättning            |              | Törnsfall, Småland  |       | 57.810990, 16.513974 | 10087501180004 | Ladda upp en bild av detta fornminne |
| Törnsfall 119:1                   | Stensättning            |              | Törnsfall, Småland  |       | 57.811341, 16.513040 | 10087501190001 | Ladda upp en bild av detta fornminne |
| Törnsfall 119:2                   | Stensättning            |              | Törnsfall, Småland  |       | 57.811322, 16.513258 | 10087501190002 | Ladda upp en bild av detta fornminne |
| Törnsfall 119:3                   | Stensättning            |              | Törnsfall, Småland  |       | 57.811361, 16.513385 | 10087501190003 | Ladda upp en bild av detta fornminne |
| Törnsfall 120:1                   | Stensättning            |              | Törnsfall, Småland  |       | 57.817598, 16.510016 | 10087501200001 | Ladda upp en bild av detta fornminne |
| Törnsfall 121:1                   | Stensättning            |              | Törnsfall, Småland  |       | 57.823976, 16.524029 | 10087501210001 | Ladda upp en bild av detta fornminne |
| Törnsfall 121:2                   | Stensättning            |              | Törnsfall, Småland  |       | 57.823932, 16.523762 | 10087501210002 | Ladda upp en bild av detta fornminne |
| Törnsfall 121:3                   | Stensättning            |              | Törnsfall, Småland  |       | 57.823995, 16.523649 | 10087501210003 | Ladda upp en bild av detta fornminne |
| Törnsfall 121:4                   | Stensättning            |              | Törnsfall, Småland  |       | 57.824214, 16.523244 | 10087501210004 | Ladda upp en bild av detta fornminne |
| Törnsfall 123:1                   | Röse                    |              | Törnsfall, Småland  |       | 57.824473, 16.522583 | 10087501230001 | Ladda upp en bild av detta fornminne |
| Törnsfall 123:2                   | Stensättning            |              | Törnsfall, Småland  |       | 57.824625, 16.522585 | 10087501230002 | Ladda upp en bild av detta fornminne |
| Törnsfall 123:3                   | Stensättning            |              | Törnsfall, Småland  |       | 57.824757, 16.522327 | 10087501230003 | Ladda upp en bild av detta fornminne |
| Törnsfall 123:4                   | Stensättning            |              | Törnsfall, Småland  |       | 57.824765, 16.522125 | 10087501230004 | Ladda upp en bild av detta fornminne |
| Törnsfall 125:1                   | Stensättning            |              | Törnsfall, Småland  |       | 57.823881, 16.522705 | 10087501250001 | Ladda upp en bild av detta fornminne |
| Törnsfall 125:2                   | Stensättning            |              | Törnsfall, Småland  |       | 57.823819, 16.522580 | 10087501250002 | Ladda upp en bild av detta fornminne |
| Törnsfall 126:1                   | Stensättning            |              | Törnsfall, Småland  |       | 57.822440, 16.527516 | 10087501260001 | Ladda upp en bild av detta fornminne |
| Törnsfall 127:1                   | Stensättning            |              | Törnsfall, Småland  |       | 57.820746, 16.529727 | 10087501270001 | Ladda upp en bild av detta fornminne |
| Törnsfall 127:2                   | Stensättning            |              | Törnsfall, Småland  |       | 57.820631, 16.529813 | 10087501270002 | Ladda upp en bild av detta fornminne |
| Törnsfall 128:1                   | Röse                    |              | Törnsfall, Småland  |       | 57.820014, 16.535035 | 10087501280001 | Ladda upp en bild av detta fornminne |
| Törnsfall 128:2                   | Röse                    |              | Törnsfall, Småland  |       | 57.819854, 16.535150 | 10087501280002 | Ladda upp en bild av detta fornminne |
| Törnsfall 129:1                   | Stensättning            |              | Törnsfall, Småland  |       | 57.817161, 16.526220 | 10087501290001 | Ladda upp en bild av detta fornminne |
| Törnsfall 129:2                   | Röse                    |              | Törnsfall, Småland  |       | 57.817173, 16.526627 | 10087501290002 | Ladda upp en bild av detta fornminne |
| Törnsfall 129:3                   | Stensättning            |              | Törnsfall, Småland  |       | 57.817049, 16.526551 | 10087501290003 | Ladda upp en bild av detta fornminne |
| Törnsfall 130:1                   | Gravfält                |              | Törnsfall, Småland  |       | 57.818234, 16.524233 | 10087501300001 | Ladda upp en bild av detta fornminne |
| Törnsfall 131:1                   | Gravfält                |              | Törnsfall, Småland  |       | 57.811673, 16.494425 | 10087501310001 | Ladda upp en bild av detta fornminne |
| Törnsfall 132:1                   | Röse                    |              | Törnsfall, Småland  |       | 57.810954, 16.495974 | 10087501320001 | Ladda upp en bild av detta fornminne |
| Törnsfall 132:2                   | Röse                    |              | Törnsfall, Småland  |       | 57.810841, 16.496349 | 10087501320002 | Ladda upp en bild av detta fornminne |
| Törnsfall 134:1                   | Röse                    |              | Törnsfall, Småland  |       | 57.811876, 16.495509 | 10087501340001 | Ladda upp en bild av detta fornminne |
| Törnsfall 134:2                   | Röse                    |              | Törnsfall, Småland  |       | 57.811695, 16.495927 | 10087501340002 | Ladda upp en bild av detta fornminne |
| Törnsfall 136:1                   | Röse                    |              | Törnsfall, Småland  |       | 57.810856, 16.494441 | 10087501360001 | Ladda upp en bild av detta fornminne |
| Törnsfall 136:2                   | Röse                    |              | Törnsfall, Småland  |       | 57.810682, 16.494758 | 10087501360002 | Ladda upp en bild av detta fornminne |
| Törnsfall 137:1                   | Gravfält                |              | Törnsfall, Småland  |       | 57.809932, 16.498088 | 10087501370001 | Ladda upp en bild av detta fornminne |
| Törnsfall 139:1                   | Stensättning            |              | Törnsfall, Småland  |       | 57.808945, 16.500424 | 10087501390001 | Ladda upp en bild av detta fornminne |
| Törnsfall 140:1                   | Gravfält                |              | Törnsfall, Småland  |       | 57.808563, 16.503329 | 10087501400001 | Ladda upp en bild av detta fornminne |
| Törnsfall 141:1                   | Röse                    |              | Törnsfall, Småland  |       | 57.808982, 16.502282 | 10087501410001 | Ladda upp en bild av detta fornminne |
| Törnsfall 142:1                   | Gravfält                |              | Törnsfall, Småland  |       | 57.807132, 16.504076 | 10087501420001 | Ladda upp en bild av detta fornminne |
| Törnsfall 144:1                   | Hällristning            |              | Törnsfall, Småland  |       | 57.806956, 16.498616 | 10087501440001 | Ladda upp en bild av detta fornminne |
| Törnsfall 145:1                   | Röse                    |              | Törnsfall, Småland  |       | 57.806637, 16.498232 | 10087501450001 | Ladda upp en bild av detta fornminne |
| Törnsfall 147:1                   | Röse                    |              | Törnsfall, Småland  |       | 57.806329, 16.507036 | 10087501470001 | Ladda upp en bild av detta fornminne |
| Törnsfall 147:2                   | Röse                    |              | Törnsfall, Småland  |       | 57.806570, 16.507574 | 10087501470002 | Ladda upp en bild av detta fornminne |
| Törnsfall 147:3                   | Stensättning            |              | Törnsfall, Småland  |       | 57.806376, 16.508015 | 10087501470003 | Ladda upp en bild av detta fornminne |
| Törnsfall 147:4                   | Stensättning            |              | Törnsfall, Småland  |       | 57.806388, 16.508190 | 10087501470004 | Ladda upp en bild av detta fornminne |
| Törnsfall 147:5                   | Stensättning            |              | Törnsfall, Småland  |       | 57.806407, 16.508378 | 10087501470005 | Ladda upp en bild av detta fornminne |
| Törnsfall 150:1                   | Röse                    |              | Törnsfall, Småland  |       | 57.806942, 16.509611 | 10087501500001 | Ladda upp en bild av detta fornminne |
| Törnsfall 150:2                   | Stensättning            |              | Törnsfall, Småland  |       | 57.806949, 16.509786 | 10087501500002 | Ladda upp en bild av detta fornminne |
| Törnsfall 151:1                   | Röse                    |              | Törnsfall, Småland  |       | 57.807464, 16.508732 | 10087501510001 | Ladda upp en bild av detta fornminne |
| Törnsfall 152:1                   | Gravfält                |              | Törnsfall, Småland  |       | 57.812170, 16.507677 | 10087501520001 | Ladda upp en bild av detta fornminne |
| Törnsfall 153:1                   | Gravfält                |              | Törnsfall, Småland  |       | 57.810714, 16.509411 | 10087501530001 | Ladda upp en bild av detta fornminne |
| Törnsfall 154:1                   | Röse                    |              | Törnsfall, Småland  |       | 57.808638, 16.508645 | 10087501540001 | Ladda upp en bild av detta fornminne |
| Törnsfall 156:1                   | Gravfält                |              | Törnsfall, Småland  |       | 57.784589, 16.543026 | 10087501560001 | Ladda upp en bild av detta fornminne |
| Törnsfall 157:1                   | Stensättning            |              | Törnsfall, Småland  |       | 57.785023, 16.533733 | 10087501570001 | Ladda upp en bild av detta fornminne |
| Törnsfall 157:2                   | Stensättning            |              | Törnsfall, Småland  |       | 57.785144, 16.533197 | 10087501570002 | Ladda upp en bild av detta fornminne |
| Törnsfall 157:3                   | Röse                    |              | Törnsfall, Småland  |       | 57.785393, 16.533088 | 10087501570003 | Ladda upp en bild av detta fornminne |
| Törnsfall 159:1                   | Stensättning            |              | Törnsfall, Småland  |       | 57.784301, 16.535293 | 10087501590001 | Ladda upp en bild av detta fornminne |
| Törnsfall 160:1                   | Stensättning            |              | Törnsfall, Småland  |       | 57.784199, 16.536781 | 10087501600001 | Ladda upp en bild av detta fornminne |
| Törnsfall 160:2                   | Röse                    |              | Törnsfall, Småland  |       | 57.784074, 16.537574 | 10087501600002 | Ladda upp en bild av detta fornminne |
| Törnsfall 160:3                   | Röse                    |              | Törnsfall, Småland  |       | 57.783785, 16.537968 | 10087501600003 | Ladda upp en bild av detta fornminne |
| Törnsfall 163:1                   | Gravfält                |              | Törnsfall, Småland  |       | 57.783306, 16.538395 | 10087501630001 | Ladda upp en bild av detta fornminne |
| Törnsfall 164:1                   | Gravfält                |              | Törnsfall, Småland  |       | 57.783214, 16.549677 | 10087501640001 | Ladda upp en bild av detta fornminne |
| Törnsfall 165:1                   | Stensättning            |              | Törnsfall, Småland  |       | 57.782274, 16.549858 | 10087501650001 | Ladda upp en bild av detta fornminne |
| Törnsfall 165:2                   | Röse                    |              | Törnsfall, Småland  |       | 57.782191, 16.549921 | 10087501650002 | Ladda upp en bild av detta fornminne |
| Törnsfall 165:3                   | Röse                    |              | Törnsfall, Småland  |       | 57.782114, 16.550011 | 10087501650003 | Ladda upp en bild av detta fornminne |
| Törnsfall 165:4                   | Stensättning            |              | Törnsfall, Småland  |       | 57.782042, 16.550098 | 10087501650004 | Ladda upp en bild av detta fornminne |
| Törnsfall 165:5                   | Röse                    |              | Törnsfall, Småland  |       | 57.782165, 16.550561 | 10087501650005 | Ladda upp en bild av detta fornminne |
| Törnsfall 167:1                   | Röse                    |              | Törnsfall, Småland  |       | 57.781669, 16.551901 | 10087501670001 | Ladda upp en bild av detta fornminne |
| Törnsfall 168:1                   | Stensättning            |              | Törnsfall, Småland  |       | 57.784789, 16.547814 | 10087501680001 | Ladda upp en bild av detta fornminne |
| Törnsfall 169:1                   | Röse                    |              | Törnsfall, Småland  |       | 57.780784, 16.551265 | 10087501690001 | Ladda upp en bild av detta fornminne |
| Törnsfall 170:1                   | Röse                    |              | Törnsfall, Småland  |       | 57.779949, 16.552027 | 10087501700001 | Ladda upp en bild av detta fornminne |
| Törnsfall 170:2                   | Röse                    |              | Törnsfall, Småland  |       | 57.779766, 16.552224 | 10087501700002 | Ladda upp en bild av detta fornminne |
| Törnsfall 171:1                   | Gravfält                |              | Törnsfall, Småland  |       | 57.772213, 16.546973 | 10087501710001 | Ladda upp en bild av detta fornminne |
| Törnsfall 172:1                   | Röse                    |              | Törnsfall, Småland  |       | 57.771690, 16.548049 | 10087501720001 | Ladda upp en bild av detta fornminne |
| Törnsfall 173:1                   | Röse                    |              | Törnsfall, Småland  |       | 57.772127, 16.549526 | 10087501730001 | Ladda upp en bild av detta fornminne |
| Törnsfall 174:1                   | Röse                    |              | Törnsfall, Småland  |       | 57.771419, 16.551508 | 10087501740001 | Ladda upp en bild av detta fornminne |
| Törnsfall 174:2                   | Röse                    |              | Törnsfall, Småland  |       | 57.771482, 16.551374 | 10087501740002 | Ladda upp en bild av detta fornminne |
| Törnsfall 175:1                   | Röse                    |              | Törnsfall, Småland  |       | 57.769184, 16.552611 | 10087501750001 | Ladda upp en bild av detta fornminne |
| Törnsfall 175:2                   | Röse                    |              | Törnsfall, Småland  |       | 57.769050, 16.552607 | 10087501750002 | Ladda upp en bild av detta fornminne |
| Törnsfall 176:1                   | Röse                    |              | Törnsfall, Småland  |       | 57.769011, 16.551243 | 10087501760001 | Ladda upp en bild av detta fornminne |
| Törnsfall 176:2                   | Röse                    |              | Törnsfall, Småland  |       | 57.768632, 16.550886 | 10087501760002 | Ladda upp en bild av detta fornminne |
| Törnsfall 178:1                   | Gravfält                |              | Törnsfall, Småland  |       | 57.769795, 16.549804 | 10087501780001 | Ladda upp en bild av detta fornminne |
| Törnsfall 179:1                   | Röse                    |              | Törnsfall, Småland  |       | 57.773009, 16.544566 | 10087501790001 | Ladda upp en bild av detta fornminne |
| Törnsfall 180:1                   | Röse                    |              | Törnsfall, Småland  |       | 57.770394, 16.545524 | 10087501800001 | Ladda upp en bild av detta fornminne |
| Törnsfall 183:1                   | Stensättning            |              | Törnsfall, Småland  |       | 57.848590, 16.433241 | 10087501830001 | Ladda upp en bild av detta fornminne |
| Törnsfall 184:1                   | Röse                    |              | Törnsfall, Småland  |       | 57.842968, 16.428759 | 10087501840001 | Ladda upp en bild av detta fornminne |
| Törnsfall 185:1                   | Röse                    |              | Törnsfall, Småland  |       | 57.845869, 16.421329 | 10087501850001 | Ladda upp en bild av detta fornminne |
| Törnsfall 186:1                   | Röse                    |              | Törnsfall, Småland  |       | 57.843115, 16.424794 | 10087501860001 | Ladda upp en bild av detta fornminne |
| Törnsfall 188:1                   | Gravfält                |              | Törnsfall, Småland  |       | 57.845756, 16.419502 | 10087501880001 | Ladda upp en bild av detta fornminne |
| Törnsfall 189:1                   | Stensättning            |              | Törnsfall, Småland  |       | 57.846967, 16.418798 | 10087501890001 | Ladda upp en bild av detta fornminne |
| Törnsfall 189:2                   | Stensättning            |              | Törnsfall, Småland  |       | 57.847052, 16.418686 | 10087501890002 | Ladda upp en bild av detta fornminne |
| Törnsfall 201:1                   | Stensättning            |              | Törnsfall, Småland  |       | 57.760320, 16.554523 | 10087502010001 | Ladda upp en bild av detta fornminne |
| Törnsfall 201:2                   | Stensättning            |              | Törnsfall, Småland  |       | 57.760253, 16.554918 | 10087502010002 | Ladda upp en bild av detta fornminne |
| Törnsfall 202:1                   | Gravfält                |              | Törnsfall, Småland  |       | 57.764016, 16.543998 | 10087502020001 | Ladda upp en bild av detta fornminne |
| Törnsfall 203:1                   | Stensättning            |              | Törnsfall, Småland  |       | 57.756841, 16.563037 | 10087502030001 | Ladda upp en bild av detta fornminne |
| Törnsfall 204:1                   | Röse                    |              | Törnsfall, Småland  |       | 57.756499, 16.560584 | 10087502040001 | Ladda upp en bild av detta fornminne |
| Törnsfall 204:2                   | Stensättning            |              | Törnsfall, Småland  |       | 57.756415, 16.560825 | 10087502040002 | Ladda upp en bild av detta fornminne |
| Törnsfall 204:4                   | Stensättning            |              | Törnsfall, Småland  |       | 57.756068, 16.560995 | 10087502040004 | Ladda upp en bild av detta fornminne |
| Törnsfall 205:2                   | Stensättning            |              | Törnsfall, Småland  |       | 57.759804, 16.555861 | 10087502050002 | Ladda upp en bild av detta fornminne |
| Törnsfall 206:1                   | Stensättning            |              | Törnsfall, Småland  |       | 57.756255, 16.555893 | 10087502060001 | Ladda upp en bild av detta fornminne |
| Törnsfall 208:1                   | Gravfält                |              | Törnsfall, Småland  |       | 57.765686, 16.545503 | 10087502080001 | Ladda upp en bild av detta fornminne |
| Törnsfall 211:1                   | Stensättning            |              | Törnsfall, Småland  |       | 57.766553, 16.543987 | 10087502110001 | Ladda upp en bild av detta fornminne |
| Törnsfall 211:2                   | Stensättning            |              | Törnsfall, Småland  |       | 57.766658, 16.543905 | 10087502110002 | Ladda upp en bild av detta fornminne |
| Törnsfall 212:1                   | Gravfält                |              | Törnsfall, Småland  |       | 57.767803, 16.541734 | 10087502120001 | Ladda upp en bild av detta fornminne |
| Törnsfall 214:1                   | Hällristning            |              | Törnsfall, Småland  |       | 57.778999, 16.552848 | 10087502140001 | Ladda upp en bild av detta fornminne |
| Törnsfall 215:1                   | Hällristning            |              | Törnsfall, Småland  |       | 57.779596, 16.550581 | 10087502150001 | Ladda upp en bild av detta fornminne |
| Törnsfall 225:1                   | Gravfält                |              | Törnsfall, Småland  |       | 57.811527, 16.508257 | 10087502250001 | Ladda upp en bild av detta fornminne |
| Törnsfall 232:1                   | Röse                    |              | Törnsfall, Småland  |       | 57.822750, 16.381137 | 10087502320001 | Ladda upp en bild av detta fornminne |
| Törnsfall 233:1                   | Stensättning            |              | Törnsfall, Småland  |       | 57.768071, 16.522848 | 10087502330001 | Ladda upp en bild av detta fornminne |
| Törnsfall 234:1                   | Stensättning            |              | Törnsfall, Småland  |       | 57.824475, 16.520568 | 10087502340001 | Ladda upp en bild av detta fornminne |
| Törnsfall 234:2                   | Stensättning            |              | Törnsfall, Småland  |       | 57.824377, 16.520705 | 10087502340002 | Ladda upp en bild av detta fornminne |
| Törnsfall 238:1                   | Röse                    |              | Törnsfall, Småland  |       | 57.765657, 16.559322 | 10087502380001 | Ladda upp en bild av detta fornminne |
| Törnsfall 240:1                   | Stensättning            |              | Törnsfall, Småland  |       | 57.764964, 16.472604 | 10087502400001 | Ladda upp en bild av detta fornminne |
| Törnsfall 240:2                   | Stensättning            |              | Törnsfall, Småland  |       | 57.764706, 16.473321 | 10087502400002 | Ladda upp en bild av detta fornminne |
| Törnsfall 240:3                   | Stensättning            |              | Törnsfall, Småland  |       | 57.764594, 16.473264 | 10087502400003 | Ladda upp en bild av detta fornminne |
| Törnsfall 240:4                   | Stensättning            |              | Törnsfall, Småland  |       | 57.764506, 16.473627 | 10087502400004 | Ladda upp en bild av detta fornminne |
| Törnsfall 240:5                   | Stensättning            |              | Törnsfall, Småland  |       | 57.764412, 16.473755 | 10087502400005 | Ladda upp en bild av detta fornminne |
| Törnsfall 242:1                   | Stensättning            |              | Törnsfall, Småland  |       | 57.783899, 16.549527 | 10087502420001 | Ladda upp en bild av detta fornminne |
| Törnsfall 242:2                   | Stensättning            |              | Törnsfall, Småland  |       | 57.783858, 16.549641 | 10087502420002 | Ladda upp en bild av detta fornminne |
| Törnsfall 244:1                   | Stensättning            |              | Törnsfall, Småland  |       | 57.810555, 16.460009 | 10087502440001 | Ladda upp en bild av detta fornminne |
| Törnsfall 248:1                   | Röse                    |              | Törnsfall, Småland  |       | 57.763457, 16.552502 | 10087502480001 | Ladda upp en bild av detta fornminne |
| Törnsfall 253                     | Röse                    |              | Törnsfall, Småland  |       | 57.766471, 16.522731 | 12000000064281 | Ladda upp en bild av detta fornminne |
| Törnsfall 254                     | Stensättning            |              | Törnsfall, Småland  |       | 57.766521, 16.522216 | 12000000064282 | Ladda upp en bild av detta fornminne |
| Törnsfall 255                     | Röse                    |              | Törnsfall, Småland  |       | 57.766470, 16.523086 | 12000000064283 | Ladda upp en bild av detta fornminne |
| Törnsfall 257                     | Hällristning            |              | Törnsfall, Småland  |       | 57.836236, 16.477116 | 12000000119721 | Ladda upp en bild av detta fornminne |
| Törnsfall 258                     | Hällristning            |              | Törnsfall, Småland  |       | 57.836375, 16.477115 | 12000000119723 | Ladda upp en bild av detta fornminne |
| Törnsfall 259                     | Hällristning            |              | Törnsfall, Småland  |       | 57.836431, 16.477014 | 12000000119725 | Ladda upp en bild av detta fornminne |
| Törnsfall 260                     | Hällristning            |              | Törnsfall, Småland  |       | 57.836442, 16.476698 | 12000000119727 | Ladda upp en bild av detta fornminne |
| Törnsfall 261                     | Hällristning            |              | Törnsfall, Småland  |       | 57.817813, 16.441471 | 12000000119729 | Ladda upp en bild av detta fornminne |
| Törnsfall 262                     | Hällristning            |              | Törnsfall, Småland  |       | 57.819985, 16.440615 | 12000000119731 | Ladda upp en bild av detta fornminne |
| Törnsfall 263                     | Hällristning            |              | Törnsfall, Småland  |       | 57.829755, 16.480425 | 12000000119733 | Ladda upp en bild av detta fornminne |
| Törnsfall 264                     | Hällristning            |              | Törnsfall, Småland  |       | 57.830458, 16.481188 | 12000000119735 | Ladda upp en bild av detta fornminne |
| Törnsfall 265                     | Hällristning            |              | Törnsfall, Småland  |       | 57.836709, 16.476434 | 12000000119737 | Ladda upp en bild av detta fornminne |
| Törnsfall 266                     | Hällristning            |              | Törnsfall, Småland  |       | 57.783523, 16.539345 | 12000000119740 | Ladda upp en bild av detta fornminne |
| Törnsfall 267                     | Hällristning            |              | Törnsfall, Småland  |       | 57.836124, 16.476974 | 12000000119742 | Ladda upp en bild av detta fornminne |
| Törnsfall 268                     | Stensättning            |              | Törnsfall, Småland  |       | 57.834059, 16.474553 | 12000000119744 | Ladda upp en bild av detta fornminne |
| Törnsfall 269                     | Stensättning            |              | Törnsfall, Småland  |       | 57.838619, 16.473264 | 12000000119745 | Ladda upp en bild av detta fornminne |
| Törnsfall 270                     | Hällristning            |              | Törnsfall, Småland  |       | 57.783914, 16.539773 | 12000000119746 | Ladda upp en bild av detta fornminne |
| Törnsfall 271                     | Hällristning            |              | Törnsfall, Småland  |       | 57.779449, 16.552386 | 12000000119748 | Ladda upp en bild av detta fornminne |
| Törnsfall 272                     | Hällristning            |              | Törnsfall, Småland  |       | 57.778571, 16.555685 | 12000000119750 | Ladda upp en bild av detta fornminne |
| Törnsfall 273                     | Hällristning            |              | Törnsfall, Småland  |       | 57.831003, 16.474490 | 12000000119752 | Ladda upp en bild av detta fornminne |
| Törnsfall 274                     | Hällristning            |              | Törnsfall, Småland  |       | 57.827103, 16.478485 | 12000000119754 | Ladda upp en bild av detta fornminne |
| Törnsfall 275                     | Hällristning            |              | Törnsfall, Småland  |       | 57.778507, 16.553457 | 12000000119756 | Ladda upp en bild av detta fornminne |
| Törnsfall 276                     | Hällristning            |              | Törnsfall, Småland  |       | 57.830118, 16.480224 | 12000000119758 | Ladda upp en bild av detta fornminne |
| Törnsfall 277                     | Hällristning            |              | Törnsfall, Småland  |       | 57.833082, 16.476143 | 12000000119760 | Ladda upp en bild av detta fornminne |
| Törnsfall 278                     | Hällristning            |              | Törnsfall, Småland  |       | 57.831770, 16.480136 | 12000000119762 | Ladda upp en bild av detta fornminne |